# المجلة الطبية المصرية الجديدة
المجلة الطبية المصرية الجديدة (بالإنجليزية: The New Egyptian Journal of Medicine)‏
دورية طبية مصرية تصدر في القاهرة، باللغتين العربية والإنجليزية،

يرأسها د. محمد الجوادي، تأسست 1987، وتصدر شهرياً منذ 1991 

الاسم المختصر: New Egypt J Med
الناشر: مركز المعلومات الطبية والنشر للاتحاد المصري للأطباء
ISSN 	1110-1946
OCLC 	60311585

مقالات :
```
التأثير المقارن لبَعْض الأعشابِ مَع عقار أتروفاستاتين ( خافض لدهنيات الدم)
[
4
]
```